# 남원 양씨 종중 문서 일괄
남원 양씨 종중 문서 일괄(南原 楊氏 宗中 文書 一括)은 대한민국 남원 양씨 종중에 전해지는, 고려 시대의 문과 급제 합격증 문서이다. 1981년 7월 15일 대한민국의 보물 제725호로 지정되었다.
이 홍패(紅牌)는 1355년(고려 공민왕 4년, 을미(乙未) 원(元)의 연호(年號)로는 지정(至正) 15년) 양이시(楊以時)가 동진사과(同進士科)라는 문과에 급제하고 왕명으로 받은 합격증인데 그 크기는 가로 34cm 세로 64cm이다. 또다른 하나는 1376년(고려 우왕 2년)에 종사랑 장복·직장(從仕郞掌服·直長)으로 있던 양수생(楊首生-양이시의 아들)이 문과 을과 제2인자로 급제하고 받은 합격증의 크기는 34cm이며 세로가 65cm이다. 이들 두 홍패는 붉은색의 두꺼운 한지에 묵필(墨筆)로 서사한 것인데 조선시대의 교지(敎旨)에 비해 규격이 약간 적다. 길고 오랜 세월 많은 사람들의 손이 닿아 지면이 약간 파손되고 글씨도 희미한 부분이 있지만 비교적 보관이 잘 되어 원형에 가까운 셈인데 종이의 붉은 색이 많이 바래서 명료한 색을 나타내고 있지는 못하나 그것이 홍색 지면인 것은 알 수 있다. 알려진 바에 의하면 고려시대의 홍패는 국내에 오직 3매가 남아 있다고 전한다.

## 개요
남원양씨 종중 문서 일괄(南原楊氏 宗中 文書 一括)은 고려 공민왕 4년(1355)부터 조선 선조 24년(1591)까지의 고문서 7매이다. 양이시가 고려 공민왕 4년(1355) 과거에 합격했음을 알리는 합격증서인 홍패(1355)와 그의 아들 양수생 역시 우왕 2년(1376) 문과에 급제했음을 알리는 홍패 등 2건을 주축으로 하고 있다.
이 외에도 양공준이 조선 중종 3년(1508) 생원시에 급제했다는 교지와 다시양공준이 문과에 급제했다는 교지, 생원인 양홍이 중종 35년(1540)에 문과에 합격했다는 교지, 그리고 양시성이 선조 24년(1591)에 생원시에 급제했다는 교지 등의 합격증서가 있으며, 명종 14년(1559) 양홍을 청도군수로 임명한다는 발령장인 사령교지도 있다.
이들 문서는 고려 후기에서 조선 전기의 홍, 백패 연구에 중요한 자료이며 특히 양이시급제홍패와 양수생급제홍패는 조선시대의 합격증서에 교지라 쓴 것과는 달리 왕명이라 기록되어 있으며, 시험관의 관직, 성명 등이 기록되어 있어 문서의 형식 및 고려시대 과거제도 연구에 있어 매우 귀중한 자료로 평가된다.

## 같이 보기
- 남원양씨 종중 문서 (전라북도 유형문화재 제152호)

## 참고 자료
- 남원 양씨 종중 문서 일괄 - 국가유산청 국가유산포털